# Tomáš Berger
Tomáš Berger (Praga, 22 agosto 1985) è un ex calciatore ceco, di ruolo centrocampista.

## Caratteristiche tecniche
Esterno destro, può giocare come esterno sinistro o come interno di centrocampo.

## Palmarès

### Club

#### Competizioni nazionali
- Druhá liga: 1

Dukla Praga: 2010-2011